# Erechthias pentatypa
Erechthias pentatypa är en fjärilsart som beskrevs av Edward Meyrick 1920. Erechthias pentatypa ingår i släktet Erechthias och familjen äkta malar.
Artens utbredningsområde är Kenya. Inga underarter finns listade i Catalogue of Life.